# Emery Kibal Mansong’loo

Bischofswappen von Emery Kibal Mansong’loo

Emery Kibal Nkufi Mansong’loo CP (* 28. Juni 1969 in Kimputu, Demokratische Republik Kongo) ist ein kongolesischer römisch-katholischer Geistlicher und Bischof von Kole.

## Leben
Emery Kibal Mansong’loo trat am 5. September 1988 der Ordensgemeinschaft der Passionisten bei und legte am 31. Juli 1998 die ewige Profess ab. Die Priesterweihe empfing er am 2. August 1998.
Nach Tätigkeiten in der Pfarrseelsorge studierte er von 2002 bis 2005 am Päpstlichen Athenaeum Sant’Anselmo in Rom, wo er das Lizenziat in Liturgiewissenschaft erwarb. Anschließend war er bis 2013 für zwei Amtszeiten Provinzial der Passionisten im Kongo. In dieser Zeit lehrte er an verschiedenen Einrichtungen Liturgiewissenschaft. Von 2011 bis 2013 gehörte er dem Verwaltungsrat der Université Catholique du Congo in Kinshasa an. Anschließend lebte er im Scholastikat seines Ordens in Kinshasa.
Papst Franziskus ernannte ihn am 6. Mai 2015 zum Bischof von Kole. Die Bischofsweihe spendete ihm der Erzbischof von Kinshasa, Laurent Kardinal Monsengwo Pasinya, am 9. August desselben Jahres. Mitkonsekratoren waren der Erzbischof von Kananga, Marcel Madila Basanguka, und der Bischof von Bokungu-Ikela, Fridolin Ambongo Besungu OFMCap.
Vom 6. März 2018 bis zum 21. Juli 2019 war er zusätzlich Apostolischer Administrator des vakanten Bistums Bokungu-Ikela.